# صناعة الموسيقى

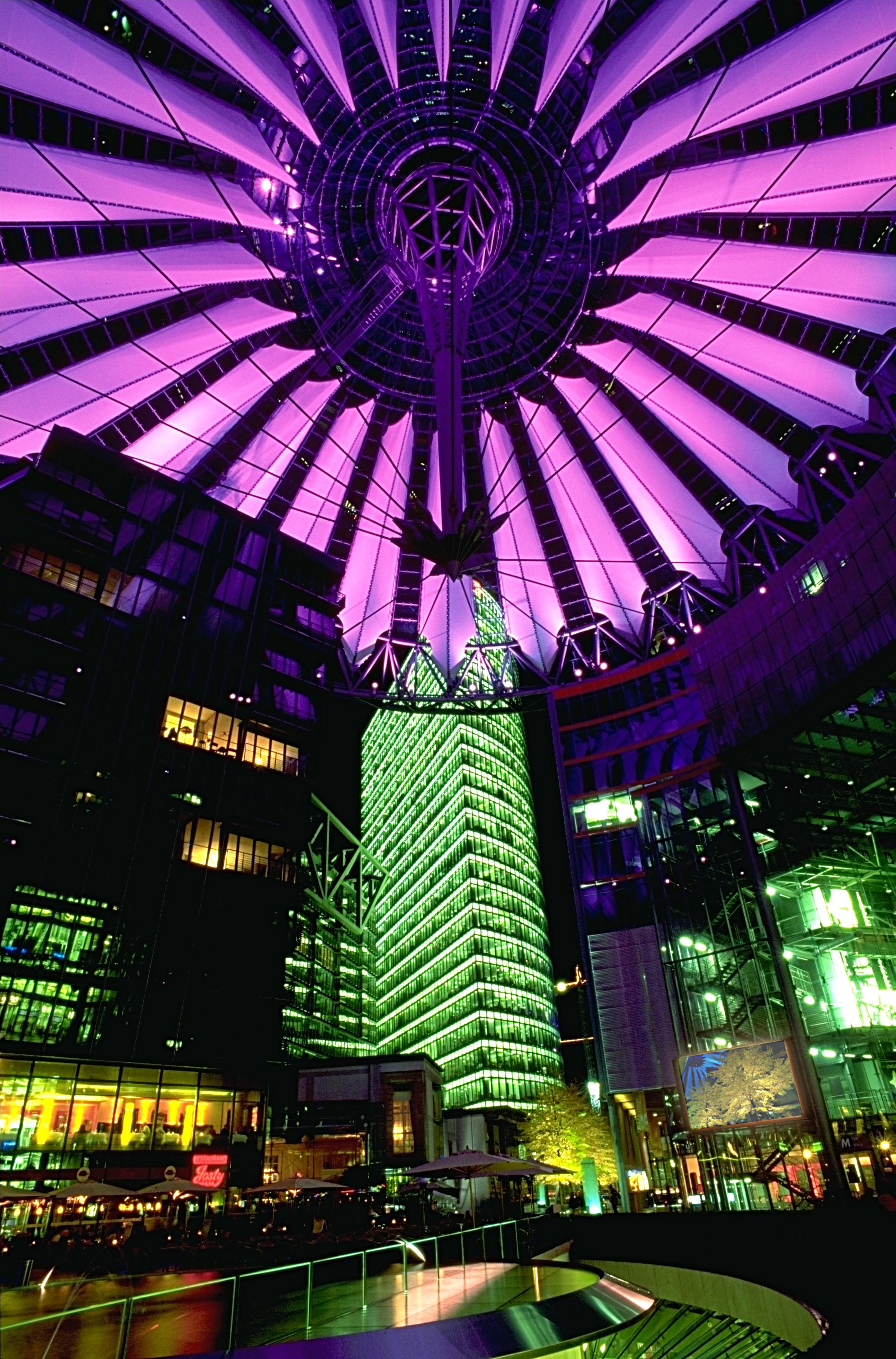

صناعة الموسيقى (بالإنجليزية: Music industry)‏ تتكون من الشركات والأفراد الذين يكسبون المال عن طريق إنشاء وبيع الموسيقى. بين العديد من المنظمات والأفراد الذين يعمل في هذه الصناعة هم: الموسيقيين الذين يؤلفون الألحان ويؤدون الموسيقى، الشركات والمحترفين الذين يقومون بإنشاء وبيع الموسيقى المسجلة (على سبيل المثال، ناشرو الموسيقى والمنتجون، والاستوديوهات، والمهندسون، وشركات التسجيلات وتجار التجزئة ومتاجر الموسيقى عبر الإنترنت)، وهؤلاء الذين يقدمون الحفلات الموسيقية الحية (وكلاء المواهب، المروجون، صالات الموسيقى، طاقم الطريق)؛أيضا المحترفون الذين يساعدون الموسيقيين في مسيرتهم الفنية (مديرو المواهب ومديرو الأعمال والمحامون الفنيون)، وأولئك الذين يقومون ببث الموسيقى (الأقمار الصناعية والإنترنت والبث الإذاعي)؛ الصحفيون؛ المدربون؛ مصنعي الآلات الموسيقية، فضلا عن العديد من الآخرين.
إضافةً إلى الفنانين والأعمال التجارية، توجد منظمات تلعب دورًا مهمًا أيضًا، إذ تتضمن نقابات الموسيقيين (مثل: الاتحاد الامريكي للموسيقيين), منظمات الحقوق غير الهادفة للربح (مثل: جمعية الملحنين, والكتّاب, والناشرين الأمريكيين) وغيرها من الجمعيات (مثل: التحالف الدولي للنساء في الموسيقى, منظمة تؤيد الملحنات, والموسيقيات من النساء غير الهادفة للربح).
انبثقت صناعة الموسيقى في الغرب المعاصر ما بين عامَي 1930 إلى 1950, عندما استُبدلت التسجيلات بالأوراق الموسيقية بوصفها أحد أهم المنتجات في الأعمال الموسيقية. في عالم الإعلانات التجارية، تجري »صناعة التسجيلات الموسيقية» استنادًا إلى الأداء التسجيلي للأغاني، والمقاطع, وبيع التسجيلات، وبدأت تُستخدَم باعتبارها مرادفًا عشوائيًا لصناعة الموسيقى. في العام 2000, سُيطِرعلى أغلبية الأسواق الموسيقية بوساطة ثلاث علامات تجارية لشركات رئيسية: العلامة الفرنسية امتلكت مجموعة يونيفرسال الموسيقية، والعلامة اليابانية امتلكت سوني للترفيه الموسيقي،  والعلامة الأمريكية امتلكت وارنر ميوزك غروب، وإذ يشار إلى العلامات التجارية الأخرى بالعلامات المستقلة أو إنديز. سُيطر على القسم الأكبر من أسواق الموسيقى الحيّة للحفلات الموسيقية والرحلات من قِبل ليڤ نايشن, مالكة أكبر صالة للموسيقى، وتعد ليڤ نايشن أحد الشركات الفرعية السابقة لِشركة آي هارت ميديا، التي هي بالتالي أكبر محطة راديو في الولايات المتحدة الأمريكية.
في العقود الأولى من الألفية، خضعت صناعة الموسيقى إلى تغييرات جذرية بحلول التوزيعات الرقمية واسعة الانتشار للموسيقى بوساطة الإنترنت، إذ تضمنت كلًا من مشاركة الملفات غير القانونية للأغاني، وشراء الموسيقى القانونية من المتاجر الإلكترونية للموسيقى.
أوضح مؤشر لهذه التغييرات إجمالي المبيعات للموسيقى منذ العام 2000, إذ انخفضت مبيعات التسجيلات الموسيقية، بينما  ازدادت ليف نايشن في الأهمية. وفي العام 2011, أصبحت أكبر بائعي التجزئة للموسيقى المسجلة تستند إلى منصة إنترنت رقمية وتُدار -حاليًا- بوساطة شركة كمبيوتر، متاجرآي تونز  لِشركة آبل الآلكترونية. منذ عام 2011, شهدت صناعة الموسيقى ازدهارًا في المبيعات، متدفقًا لتوليد إيرادات أعلى لكل سنة أكثر من التنزيلات الرقمية. وأيضًا تعد سبوتفاي وأبل ميوزك وأمازون ميوزك من أكبر خدمات الجدولة من جهة عدد المشتركين.

## بنية الأعمال
تعد ليف نايشن والتسجيلات الموسيقية وكل الشركات التي تدرب، وتدعم, وتزود، وتمثّل الموسيقيين من الأجزاء الرئيسية لصناعة الموسيقى. تنتج صناعة التسجيلات ثلاثة أنواع منفصلة من المنتجات: المؤلفات (الأغاني، والمقاطع, والكلمات), التسجيلات (الصوت، والفيديو)، والوسائط (مثل: سي دي CD، أو إم بي ثريMP3 ، أو دي في دي DVD). وهذه هي كل أنواع الخاصيات. عادةً, تكون المؤلفات ملكية الملحنين، والتسجيلات ملكية شركات التسجيل، والوسائط ملكية المستخدمين. إن وجود العديد من التسجيلات للمؤلف الواحد عادةً يوّزع عبر العديد من الوسائط. مثلًا: أغنية ماي واي (بالإنجليزية:My way ) هي ملكية ملحنيها باول انكا وكلود فرانسوا, وأيضًا تمتلك تسجيلات كابيتول (Capitol Records) تسجيلات فرانك سيناترا(Frank Sinatra) لأغنية ماي واي، وتمتلك تسجيلات فيرجن (Virgin Records)  تسجيلات سيد فيشوس (Sid Vicious) لأغنية ماي واي، ملايين من السيديهات وتسجيلات فّينل (Vinyl Records) يمكن تشغيلها، إذ يمتلكها الملايين من الأفراد المستمعين للموسيقى.

### التأليفات
تنشأ الأغاني والقطع الموسيقية وغيرها من التأليفات الموسيقية من مؤلفي الأغاني أو الملحنين، وهي بالأصل ملكية الملحنين، على الرغم من إنها تُباع، أو بصياغة أخرى: تُخصص حقوقها.
مثلًا: في حالة التوظيف للعمل, تمتلك حفلة أخرى التأليفات في الحال. تقليديًا, يُرخص أو «يُخصص» مالكي حقوق الطبع بعضًا من حقوقهم لشركات النشر، بموجب عقد النشر. عندما تستخدم الشركة الناشرة المؤلفات الموسيقية (أو مجموعة من المجتمع تعمل لأجل المصلحة باعتبارهم ناشرين، ومؤلفي أغاني، وملحنين) التي تجمع الرسوم (تعرف ب حقوق النشر). تدفع الشركات الناشرة أقسامًا من حقوق النشر لمالكي حقوق الطبع معتمدة على شروط وبنود العقد. تزيد الأوراق الموسيقية من تدفق الدخل المدفوع حصرًا للملحنين وشركات نشرهم. عادةً, (ليس بالشيء العالمي), تزوّد الشركات الناشرة المالك بتقنيات متقدمة مقابل أرباح مستقبلية حينما يوقع عقد النشر، وأيضًا تروّج الشركات الناشرة الملحنين، عبر الحصول على «مواضع» على شاشة التلفاز والأفلام.

### التسجيلات
يبتكر التسجيلات كل من فناني التسجيلات مثل المغنين والموسيقيين (من ضمنهم الموسيقيون المتخصصون بالتسجيلات) والفرق الموسيقية (مثل الفرق المساندة وقسم الإيقاع والأوركسترا وغيرهم) الذين يعتمدون عادة على مساعدة وإرشاد منتجي التسجيل ومهندسي الصوت. تصنع هذه التسجيلات عادة في استوديوهات التسجيل (التي تستأجر بشكل يومي أو بمعدل ساعات معينة في اليوم) خلال جلسات خاصة بالتسجيل. سمح التقدم التكنولوجي في التسجيل الرقمي في القرن الواحد والعشرين بإنشاء «الاستوديوهات المنزلية» باستخدام أجهزة الكومبيوتر الحديثة وبرامج التسجيل الرقمية مثل برو تولز، متجاوزين الدور التقليدي لاستديوهات التسجيل التجارية. يشرف منتج التسجيل على جميع جوانب التسجيل، مما يجعله يتخذ العديد من القرارات اللوجستية والمالية والفنية بالتعاون مع الفنانين. يمتلك منتج التسجيل مجموعة من المسؤوليات المختلفة بما في ذلك اختيار المواد و/أو العمل مع الملحنين وتوظيف الموسيقيين الخاصين بالتسجيل والمساعدة في ترتيب الأغاني والإشراف على أداء الموسيقيين وتوجيه مهندس الصوت أثناء التسجيل والمزج للحصول على أفضل صوت. يكون مهندسو الصوت (بمن فيهم التسجيل والمزج والتحكم) مسؤولين عن ضمان جودة الصوت الجيدة أثناء التسجيل. يختارون ويعدون مكبرات الصوت ويستخدمون المؤثرات ويمزجون الوحدات الخاصة لضبط الصوت ومستوى الموسيقى. قد تتطلب جلسة التسجيل أيضًا خدمات منظم أو قائد أوركسترا وموسيقيي الاستديوهات والمدربين الصوتيين أو حتى الكتاب الخفيين الذين يساعدون في كتابة الأغاني والكلمات.
تمتلك شركات التسجيل (بشكل تقليدي) التسجيلات. يمتلك بعض الفنانون شركات تسجيل خاصة بهم (مثل أني دي فرانكو). يحدد عقد التسجيل العلاقة التجارية بين فنان التسجيل وشركة التسجيل. تقدم الشركة في العقد التقليدي، سلفة إلى الفنان الذي يوافق على عمل تسجيل ستمتلكه الشركة. يعد قسم إيه آند آر في شركة التسجيل مسؤولًا عن إيجاد مواهب جديدة والإشراف على عملية التسجيل. تدفع الشركة تكاليف التسجيل والترويج وتسويق التسجيل. بالنسبة للوسائط المادية (مثل الأقراص المدمجة)، تدفع الشركة أيضًا تكاليف التصنيع والتوزيع. تتشكل شركات تسجيل أصغر (تعرف باسم «إنديز») لإقامة علاقات تجارية مع شركات أخرى للتعامل مع العديد من هذه المهام. تدفع شركة التسجيل لفنان التسجيل جزءًا من الدخل الناتج عن بيع التسجيلات، والمعروفة أيضًا باسم «عوائد الملكية»، لكن هذا يختلف عن عائدات النشر التي ذكرت أعلاه. يشبه هذه الجزء النسبة المئوية، ولكن قد يكون محدودًا أو موسعًا من خلال عدد من العوامل (مثل البضائع المجانية والمصروفات القابلة للاسترداد والمكافآت وما إلى ذلك) والتي تحدد بواسطة عقد التسجيل. عندما يكون موسيقيو الجلسات أعضاء الأوركسترا (فضلًا عن عدد قليل من فناني التسجيلات في أسواق خاصة) متعاقدين من أجل العمل بموجب عقد، فإنهم يحصلون عادة على رسوم لمرة واحدة أو أجور منتظمة لقاء خدماتهم، بدلًا من عائدات الملكية المستمرة.

### الوسائط
تباع الوسائط المادية مثل (الأقراص المدمجة أو تسجيلات الفينيل) من قبل تجار التجزئة الموسيقيين وهي مملوكة للمستهلكين بعد شرائها. لا يحق للمشترين عادة صنع نسخ من الأقراص المدمجة أو أي وسيلة أخرى يشترونها، لأنهم لا يملكون التسجيل الموجود على القرص بل يملكون فقط القرص المضغوط المادي. يسلم الموزع الموسيقي صناديق الوسائط المادية المعبأة من المصنع إلى بائع التجزئة ويحافظ على علاقات تجارية مع تجار التجزئة وشركات التسجيل. يدفع الموسيقي تاجر التجزئة للموزع الذي يدفع بدوره للشركة المسجلة من أجل التسجيلات. تدفع شركة التسجيلات عائدات الملكية التقنية إلى الناشر والملحن عبر مجموعة. ثم تدفع شركة التسجيلات العائدات إذا كانت ملزمة من خلال العقد، لفنان التسجيل.
عندما تحمل الموسيقى بشكل رقمي أو عن طريق الوسائط المتدفقة، ليس هناك أي وسيلة مادية بخلاف ذاكرة الكومبيوتر لدى المستهلك على جهازه المحمول أو على مشغل الوسائط. لهذا السبب، دعا فنانون مثل تايلور سويفت وبول مكارتني وكينغس أوف ليون وغيرهم، إلى تغييرات قانونية من شأنها أن تحرم وسائل التواصل الاجتماعي من حقها في تحميل موسيقاهم عبر الوسائط المتدفقة دون دفع عائدات. في سوق الموسيقى الرقمية وعلى الإنترنت في العقد الأول من القرن الحادي والعشرين، أصبح التوزيع اختياريًا. قد تدفع المتاجر الكبيرة عبر الإنترنت من أجل العلامات مباشرة، لكن الموزعين الرقميين موجودون لتوفير خدمة التوزيع للبائعين الكبار أو الصغار منهم. عند شراء التنزيلات الرقمية أو الاستماع إليها عبر الإنترنت، قد يتعين على المستهلك أن يوافق على شروط ترخيص الشركة وترخيص البائع إضافة إلى تلك التي تملكها حقوق الطبع والنشر، فمثلًا، قد تسمح بعض الخدمات للمستهلكين بمشاركة التسجيل بحرية، ولكن قد يقيد آخرون المستخدم من تخزين الموسيقى على عدد محدد من محركات الأقراص الصلبة أو الأجهزة.